# Mookgophong
Mookhophong, ehemals Naboomspruit, ist ein Ort in der südafrikanischen Provinz Limpopo. Er gehört zur Gemeinde Modimolle-Mookgophong im Distrikt Waterberg.

## Geographie
Im Jahr 2011 hatte Mookhophong 24.853 Einwohner in 6352 Haushalten. Rund 56 Prozent gaben Nord-Sotho als Muttersprache an. Der Ort liegt in einer flachen Umgebung im Süden des Waterberg. Rund 42 Kilometer südwestlich liegt Modimolle, etwa 51 Kilometer nordöstlich Mokopane.

## Geschichte
Die Stadt wurde 1907 auf dem Gebiet der Farm Fischgat unter dem Namen Naboomspruit gegründet. Der Stadtname ist ein Afrikaans-Wort, das eine Bedeutung aus dem Sprachschatz der Khoikhoi aufgreift und auf eine Wasserstelle („spruit“) verweist. Demnach wurde der Ort nach der Pflanze Euphorbia ingens, die zur Gattung Wolfsmilch gehört, benannt. 2006 wurde die Stadt umbenannt. Mookgophong war bis 2016 Verwaltungssitz der gleichnamigen Lokalgemeinde.

## Verkehr
Mookhophong liegt nahe der N1, die unter anderem Pretoria im Südwesten mit Polokwane im Nordosten verbindet. Etwa parallel dazu verläuft die R101, die durch Mookgophong führt, im Südwesten aber nach Modimolle abzweigt. Die R519 führt südostwärts und dann nordostwärts nach Moletlane, die R520 verläuft ein kurzes Stück Richtung Nordwesten.
Mookhophong liegt an der Bahnstrecke Pretoria–Polokwane–Beitbridge, die im Güterverkehr betrieben wird. Eine Zweigstrecke nach Zebediela wurde stillgelegt.